# Ovansiljans domsaga
Ovansiljans domsaga var en domsaga i Kopparbergs län. Den bildades 1876 (enligt beslut den 21 maj 1875) genom delningen av Österdalarnas domsaga och upplöstes 1971 i samband med tingsrättsreformen i Sverige. Domsagan överfördes då till Mora tingsrätt.
Domsagan lydde under Svea hovrätts domkrets. Som mest låg fyra tingslag under domsagan men detta antal minskades till två 1948. När domsagan upphörde 1971 löd under den således bara två tingslag.

## Tingslag

### Från 1876
- Mora tingslag; till 1948
- Orsa tingslag; till 1948
- Särna och Idre tingslag; till 1948
- Älvdals tingslag; till 1948

### Från 1948
- Mora och Orsa tingslag; från 1948
- Älvdals, Särna och Idre tingslag; från 1948

## Häradshövdingar
- 1876–1908 Axel Gabriel Bergsten
- 1908–1936 Carl Henrik Eugène Hartman
- 1936–1956 Harald Körlof
- 1956–1970 Bertil Sandegren

## Valkrets för val till andra kammaren
Mellan andrakammarvalen 1875 och 1908 utgjorde Ovansiljans domsaga en valkrets: Ovansiljans domsagas valkrets. Valkretsen avskaffades vid införandet av proportionellt valsystem inför valet 1911 och uppgick då i Kopparbergs läns norra valkrets.